# Јесења изложба УЛУС-а (2020)
Јесења изложба УЛУС-а (2020) одржала се у периоду од 12. новембра 2020. до 12. јануара 2021. године, у галеријском простору Удружења ликовних уметника Србије, односно у Уметничком павиљону "Цвијета Зузорић". Изложба је отворена под именом Уплетени.

## Уметнички савет
- Наташа Кокић
- Јованка Младеновић
- Данило Прњат
- Кристина Ристић
- Сања Томашевић

## Жири
- Наташа Кокић
- Драгана Стевановић
- Симона Огњановић

## Излагачи
1. Јована Бралетић
2. Андреј Бунушевац
3. Мирза Дедаћ
4. Небојша Деспотовић
5. Урош Ђурић
6. Исидора Гајић
7. Ненад Гајић
8. Иван Грубанов
9. Ивана Јакшић
10. Јамесдин
11. Ксенија Јовишевић
12. Jeff Kasper
13. Немања Лађић
14. Никола Марковић
15. Владимир Милановић
16. Ивана Милев
17. Ера Миливојевић
18. Мирон Мутаовић
19. Sachi Miyachi
20. Ђорђе Одановић
21. Тања Остојић
22. Иван Петровић
23. Нина Радоичић
24. Војислав Радовановић
25. Драган Рајшић
26. Extinction Rebellion
27. Милица Ружичић
28. Покрет за очување стакла Драгана Дробњака
29. Игор Симић
30. Јана Стојаковић
31. Наташа Теофиловић
32. Ранко Травањ
33. Анамарија Вартабедијан
34. Ненад Вучковић
35. Татјана Тања Вујиновић
36. Ана Вујовић

## Награђени излагачи
Награда јесење изложбе 2020. године припала је Немањи Лађић за дело Музеј површних забелешки.